# Tomislav Kocijan
Tomislav Kocijan (ur. 21 listopada 1967 w Varaždinie) – austriacki piłkarz pochodzenia chorwackiego występujący na pozycji napastnika. Trener piłkarski.

## Kariera klubowa
Kocijan seniorską karierę rozpoczynał w jugosłowiańskim klubie NK Varteks. W 1989 roku wyjechał do Austrii, gdzie został graczem zespołu Favoritner AC z Regionalligi Ost. Jego barwy reprezentował przez rok, a potem odszedł do ekipy Vorwärts Steyr z Erste Ligi. W 1991 roku wrócił do Favoritnera AC, który grał teraz w Erste Ligi. Tym razem również spędził tam rok.
W 1992 roku Kocijan ponownie został graczem klubu Vorwärts Steyr występującego w austriackiej Bundeslidze. Po dwóch latach odszedł do Austrii Salzburg, także grającej w Bundeslidze. Występował tam przez 3 lata. W tym czasie zdobył z nią 2 mistrzostwa Austrii (1995, 1997) oraz 2 Superpuchary Austrii (1995, 1997).
W 1997 roku Kocijan podpisał kontrakt ze Sturmem Graz, również z Bundesligi. Spędził tam 4 lata. W tym czasie wywalczył ze Sturmem 2 mistrzostwa Austrii (1998, 1999), wicemistrzostwo Austrii (2000), 2 Superpuchary Austrii (1998, 1999) oraz Puchar Austrii (1999).
W 2001 roku odszedł do LASK-u Linz. Następnie występował w zespołach TuS FC Arnfels, SK St. Andrä, Deutschlandsberger SC, ESV St. Michael oraz SVL Flavia Solva, w którym pracował jako grający trener.

## Kariera reprezentacyjna
W reprezentacji Austrii Kocijan zadebiutował 1 września 2000 roku w wygranym 5:1 towarzyskim meczu z Iranem. W latach 2000–2001 w drużynie narodowej rozegrał w sumie 4 spotkania i zdobył 1 bramkę.